# Res extensa
Res extensa (łac. „rzecz rozciągła”) – jeden z podstawowych terminów filozoficznych w metafizyce Kartezjusza.

## Dualizm Kartezjański
W swoim systemie filozoficznym Kartezjusz przeciwstawiał  res extensa i res cogitans (rzecz myśląca). Res extensa było używane na określenie świata fizycznego, a res cogitans zostało użyte do oznaczenia bytów postrzegających własną bytowość. Tym samym Kartezjusz stanął na stanowisku, że rzeczywistość składa się z dwóch, zasadniczo odmiennych substancji. Świat materialny działa na zasadach mechanicznych, natomiast świat duchowy jest obszarem wolności. Oba typy substancji spotykają się w ludziach. 

## Rozciągłość
Wszystkie rzeczy fizyczne cechują się rozciągłością. Rozciągłość jest jedną z podstawowych idei, nie wymagających definicji. Oznacza ona, że rzecz zajmuje pewną przestrzeń (przestrzeń kartezjańską), a więc cechuje się trzema wymiarami: długością, szerokością i głębokością. 
Dla Kartezjusza cała materia stanowiła nieskończenie podzielną jedność. Odrzucał też istnienie próżni. Tym, co różni poszczególne rzeczy, są ich modi, czyli sposoby w jaki istnieją. Są to: kształt, rozmiar i ruch. Te modi nie mają odrębnego bytu i mogą istnieć poza ciałami. Pozostałe cechy przypisywane rzeczom (takie jak kolor, czy smak) nie są cechami rzeczy, lecz sposobem w jaki zmysły reagują na rzeczy. 
Koncepcja rzeczy rozciągłej była krytykowana, również wśród zwolenników kartezjanizmu. Henry More wskazywał, że rozciągłość może być przypisywana także bytom niematerialnym (np. Bogu). Robert Boyle, Evangelista Torricelli i Blaise Pascal przeprowadzili szereg eksperymentów (eksperyment z pompą próżniową Boyle'a oraz rtęcią Toricellego i Pascala), potwierdzających istnienie próżni i wskazujących, że rozciągłość nie jest wyłącznie cechą rzeczy. 
Z początkiem XVIII w. Kartezjańska koncepcja res extensa była już powszechnie odrzucona przez naukowców i filozofów (oprócz nielicznych wyjątków, np. Pierre-Sylvain Régis).